# Chevrolet Blazer (2019)
Pour un article plus général, voir Chevrolet Blazer.

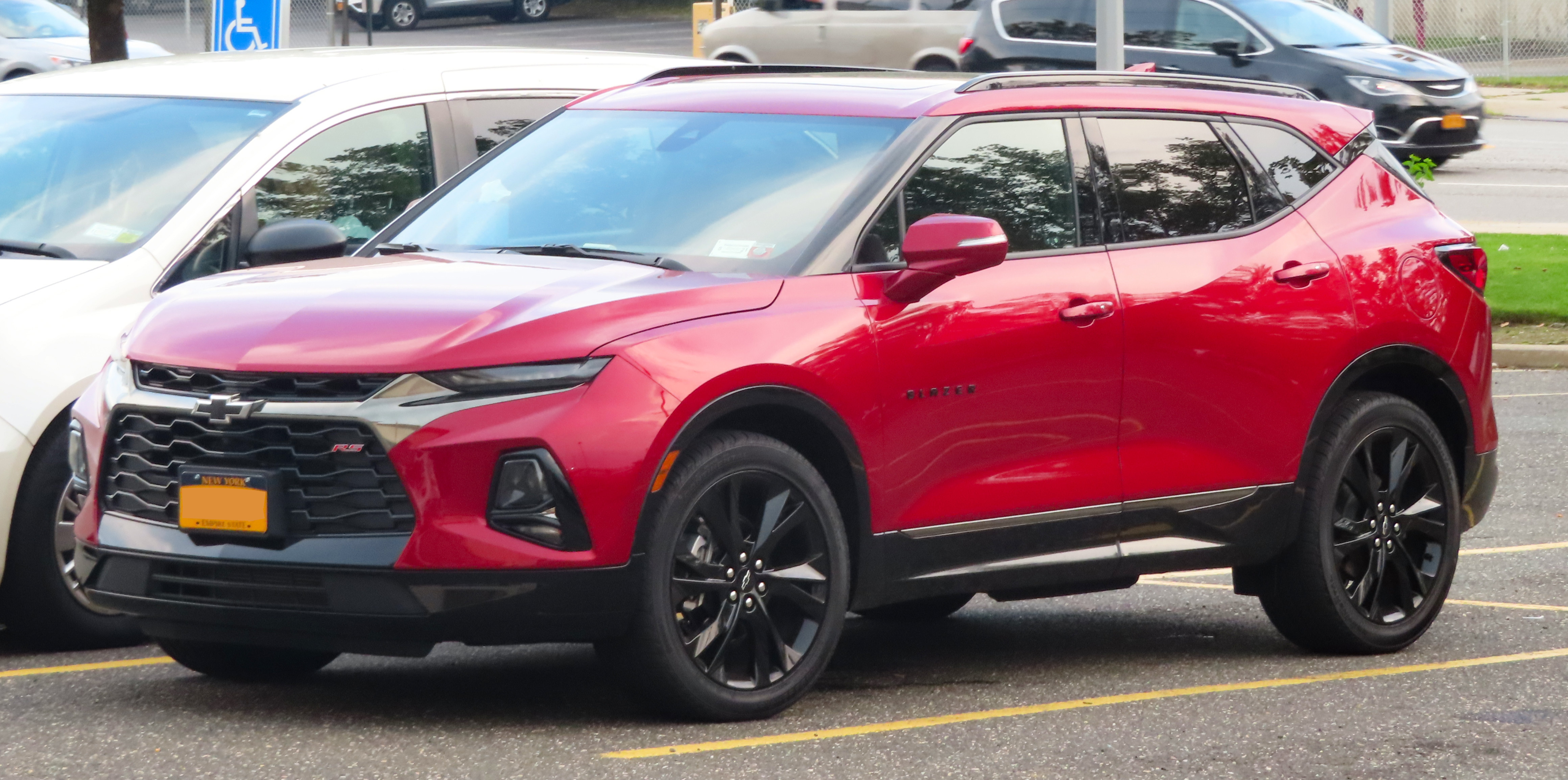
Chevrolet Blazer

La Chevrolet Blazer est un SUV multisegment intermédiaire 5 places produit par la marque de General Motors, Chevrolet. Le véhicule est entré en production en décembre 2018 et les ventes ont commencé en janvier 2019 en tant que modèle de 2019. Une version longue sept places est produite et commercialisée en Chine depuis 2020, marché où le Traverse n'est pas proposé.

## Aperçu
La plaque signalétique Blazer, dont l'histoire remonte à 1969 lorsqu'il a été présenté comme un grand SUV deux portes, a été présenté au public à Atlanta le 21 juin 2018 en tant que crossover de taille moyenne qui sera inséré entre l'Equinox compact et le Traverse full-size à 3 rangées. Il servira de contrepartie au GMC Acadia dans le segment crossover de taille moyenne et sera construit sur la même plate-forme que l'Acadia. Le design du véhicule détaillera un look de style sportif qui s'inspire de la Camaro mais aura une sensation de crossover,.

### Groupe motopropulseur
Le Blazer sera propulsé par un moteur quatre cylindres en ligne de 2,5 L de 144 kW (196 ch) et 255 N m de couple. Une option de moteur V6 de 3,6 L sera également disponible, offrant jusqu'à 227 kW (309 ch) et 365 N m de couple.

### Transmission
Le Blazer utilisera la boîte automatique 9 vitesses 9T50 de GM,. La même transmission est également utilisée dans les modèles Cruze, Malibu et Equinox de l'entreprise.

### Niveaux de finition et prix
Le Blazer proposera à la fois une traction avant et 4x4, avec un choix de niveaux de finition L, LT (1LT, 2LT et 3LT), RS et Premier. Il aura un prix de départ de 29 995 $ (USD), frais de destination compris, pour le modèle de base L lors de sa mise en vente officielle en janvier 2019.
Les fonctionnalités standards sur tous les modèles Blazer comprennent un système d'infodivertissement Chevrolet avec écran tactile de 20 cm et l'intégration des smartphones par Apple CarPlay et Android Auto, OnStar avec capacités Wi-Fi 4G LTE, accès sans clé avec démarrage sans clé et par bouton-poussoir et roues en alliage. Les options incluent le démarrage à distance, roues en alliage améliorées, un système audio premium Bose, navigation GPS, radio satellite SiriusXM, un toit ouvrant électrique, sièges avant baquets, chauffants et ventilés avec mémoire du conducteur, accents intérieurs rouges (finition RS uniquement) et un hayon électrique.
Chevrolet a également annoncé que dix couleurs, trois styles d'échappement et sept modèles de roues seront présentés pour le Blazer,,.

## Changements

### 2020
Le Blazer de l'année modèle 2020 verra un moteur 4 cylindres turbocompressé LSY de 2,0 L qui sera en option sur les versions de niveau 2LT et 3LT.

## Blazer XL
GM a confirmé en février 2019 qu'il était prévu d'introduire une version grande taille du Blazer en Chine et dans les territoires régionaux sous le nom de Blazer XL, prévue pour l'année modèle 2020. Le véhicule serait vendu dans les pays où il pourrait remplir le même emplacement SUV/crossover full-size réservé pour le Traverse en raison de la longueur et de la largeur de ce dernier. Jusqu'à présent, en plus de la Chine, Chevrolet considère le Brésil et la Corée du Sud comme des endroits clés. Malgré une série de photos d'espionnage prises aux États-Unis (et fortement surveillées par des agents de sécurité qui ont dû chasser le photographe du véhicule), Chevrolet ne mettra pas le Blazer XL à la disposition des marchés nord-américains.
Le 8 novembre 2019, Chevrolet a officiellement présenté le Blazer XL lors de la Chevrolet Gala Night 2019, un événement spécial organisé dans la ville chinoise de Hefei. Le Blazer XL servira de SUV phare en Chine bien qu'il soit commercialisé comme un véhicule de taille normale. Il y aura quatre niveaux de finitions pour cette version: RS, Redline, LT et Premier,.

## Production et montage
Destiné à être construit à Spring Hill, au Tennessee, ou peut-être à Lordstown, en Ohio, GM a choisi l'usine d'assemblage Ramos Arizpe au Mexique en raison de ses capacités à assembler des véhicules de taille moyenne et à permettre aux installations de Spring Hill de se concentrer davantage sur la production de l'Acadia et de la Cadillac XT5 en raison de problèmes d'horaire.
Le 27 novembre 2018, Chevrolet a commencé la production du Blazer à Ramos Arizpe, supprimant progressivement la production de la Chevrolet Cruze abandonnée. Cette dernière a mis fin à sa production nord-américaine en mars 2019,.

## Controverse de Trump et de l'UAW
La décision de construire le Blazer au Mexique a été critiquée par le United Auto Workers, qui voulaient que le véhicule soit construit aux États-Unis et est déçu par la raison de GM derrière l'annonce de commencer la production à l'extérieur du pays, citant la décision de GM de réduire ses effectifs de deuxième équipe (et la fermeture annoncée) de l'usine d'assemblage de Lordstown et déplacer la production au Mexique,. Le 10 janvier 2019, l'UAW a annoncé avoir ordonné à ses membres de boycotter le Blazer. Terry Dittes, directeur du département GM de l'UAW, a déclaré que le constructeur automobile a doublé sa main-d'œuvre moins chère au Mexique et continue d'employer des travailleurs temporaires dans des usines américaines, ce qui prive d'emplois les membres de l'UAW licenciés.
Alors que GM avait déjà décidé de Ramos Arizpe pour le développement du Blazer, le syndicat, ainsi que l'industrie automobile en général, est préoccupé par la possibilité de la déclaration du président Donald Trump sur l'augmentation des tarifs sur les véhicules construits en dehors des États-Unis et des menaces de forcer les constructeurs automobiles à ramener des emplois au pays (basé sur son message Twitter du 22 juin 2018) pourrait compliquer les choses, mais GM a rejeté ces théories et est confiant quant aux perspectives du Blazer.
Cette décision a également inquiété les législateurs des deux partis politiques. La députée américaine Debbie Dingell (D-Michigan), elle-même ancienne dirigeante de GM, a déclaré que la décision de son ancien employeur de faire tourner les usines américaines au ralenti en 2019, en plus de la décision de produire le Blazer au Mexique, renforce la conviction que l'accord USMCA conclu récemment par le président Trump ne corrige pas les problèmes de l'ALENA qui seront bientôt remplacés: "Avant d'approuver tout accord commercial, je vais m'assurer que nous rédigeons des accords commerciaux qui uniformisent les règles du jeu pour les travailleurs et les travailleuses de ce pays, et que nous conservons des emplois ici, ne facilitant pas le maintien des emplois d'expédition à l'étranger... Cette annonce de GM me préoccupe davantage, pas moins".
Le 26 mars 2019, un Blazer et un Chevrolet Silverado ont été placés au sommet de la fontaine Chevrolet au Comerica Park de Détroit, en tant que véhicules officiels de la saison de baseball MLB 2019 des Detroit Tigers. Le Blazer a été remplacé quelques jours plus tard par un Traverse, après des plaintes de travailleurs de l'automobile et de passionnés des médias locaux, soulignant qu'il avait été fabriqué au Mexique, et la proximité du parc avec l'usine d'assemblage GM Detroit-Hamtramck, qui devrait rester inactif en 2020.

## Ventes
Les nouvelles et le buzz entourant le Blazer et ses attentes ont porté leurs fruits avec l'acquisition du SUV par les clients avant ses débuts en janvier 2019. Selon GM, les 27 premières unités ont été vendues en décembre 2018, une rareté pour un lancement en douceur parmi les véhicules GM. À la fin du premier trimestre 2019, il s'est vendu 3023 unités aux États-Unis. Au quatrième trimestre de 2019, il est immédiatement passé à 23 008 unités vendues et a terminé 2019 avec 58 115 unités vendues au total, ce qui en fait l'une des marques les plus vendues de Chevrolet.

## Marchés internationaux

### Amérique du Nord
Bien que le Blazer ait fait ses débuts aux États-Unis et au Canada en décembre 2018, le véhicule n'a été lancé au Mexique, où le crossover est construit, qu'à la mi-février 2019. Cela donne aux trois pays une gamme complète de crossovers et de SUV, allant du Trax au Suburban. La version mexicaine diffère de celles conçues pour les marchés américain et canadien, car les niveaux de finition sont Tela (en remplacement de L), Piel (en remplacement de Premier) et RS, exclusives au Mexique.

### Chine
En novembre 2018, au salon de l'automobile de Guangzhou, Chevrolet a dévoilé le concept FNR-CarryAll, un SUV multisegment à 3 rangées basé sur le Blazer. Il avait une longueur de 5 000 mm sur un empattement de 2 867 mm, une largeur de 2 258 mm avec les rétroviseurs et une hauteur de 1 693 mm. Chevrolet a testé le prototype aux États-Unis, mais ne rendra cette version disponible que pour la Chine car Chevrolet ne prévoit pas de vendre le Chevrolet Traverse en Chine. Un temps dénommé Blazer XL, le modèle conserve le nom de Blazer et a été introduit en Chine en avril 2020.

### Amérique du Sud
Chevrolet vendra également le Blazer sur les marchés sud-américains, l'Argentine, le Brésil, le Chili et la Colombie (où ils prévoient de modifier leur liste) recevront le véhicule en 2019, dans le cadre de l'expansion de sa gamme dans la région,.

### Océanie
GM envisageait d'étendre le Blazer à l'Australie et à la Nouvelle-Zélande en tant qu'Holden, jusqu'à la décision de GM d'éliminer la marque Holden en 2020. Il aurait été défini comme crossover de base de taille moyenne entre l'Acadia et l'Equinox (deux véhicules dont l'avenir dans cette région est trouble en raison de la disparition d'Holden) dans le cadre de l'expansion de ses véhicules nord-américains dans cette région; avec Chevrolet prévoyant d'exporter des véhicules dans cette région, on ne sait pas pour l'instant si le Blazer fera partie des crossover qui rejoindront la gamme.

### Asie / Moyen-Orient
GM a commencé à vendre le Blazer au Moyen-Orient et dans les pays du golfe Persique (hors Iran) en juin 2019. Les fonctionnalités sont les mêmes que dans la version nord-américaine.

## Plaque signalétique
L'utilisation de la plaque signalétique Blazer sur un crossover de taille moyenne a suscité des critiques mitigées, principalement de la part des fans des SUV K5 Blazer et S-10 Blazer, ainsi que des fidèles du TrailBlazer, qui ont été déçus de voir Chevrolet l'appliquer à un crossover au lieu d'importer le TrailBlazer international en Amérique du Nord, en le construisant comme un SUV sur la même plate-forme que le Suburban / Tahoe, ou en le mettant sur une plate-forme SUV basée sur le Colorado, espérons-le comme une réponse à la renaissance prévue du Bronco de Ford, citant l'histoire du Blazer comme un véhicule tout-terrain aventureux,,. Le TrailBlazer reviendra en Amérique du Nord en tant que crossover compact qui sera inséré sous l'Equinox en 2020 en tant que modèle de 2021.

## Accueil
Dans une comparaison côte à côte avec le Ford Edge, Car and Driver a déclaré que le Blazer était le meilleur, pour sa "tenue de route réactive et stable, son style agressif et son moteur V-6 robuste".